# Talking Rock
Talking Rock – miasto w Stanach Zjednoczonych, w stanie Georgia, w hrabstwie Pickens. Jedna z najmniejszych miejscowości (92 osoby w 2023 r.) całego stanu Georgia.